# Orientace (matematika)

Orientace nějakého vektorového prostoru je rozdělení všech jeho možných bází na kladně orientované a záporně orientované báze. Například třírozměrný Euklidovský prostor je možno orientovat pomocí pravidla pravé ruky, anebo pomocí pravidla levé ruky. Orientace pomocí pravidla pravé ruky označí za kladně orientované ty báze, pro které platí, že pokud palec pravé ruky směřuje ve směru prvního bázového vektoru a ukazovák ve směru druhého, tak prostředník pravé ruky směruje ve směru třetího vektoru.
U ploch v třírozměrném prostoru můžeme definovat jejich orientaci pomocí volby směru normálového vektoru (jsou 2 možnosti).
Obecně je orientace definována jako takové rozdělení všech bází na kladně a záporně orientované, aby matice přechodu mezi dvěma kladně orientovanými bázemi měla kladný determinant.
Orientace souvislé hladké variety je definována jako spojitá volba orientace jejích tečných prostorů.